# Poddubnovka
Poddubnovka (en rus: Поддубновка) és un poble (un khútor) de l'óblast de Vorónej, a Rússia, segons el cens del 2010 tenia un habitant.